# Matopo macrocula
Matopo macrocula är en fjärilsart som beskrevs av Emilio Berio 1966-1967. Matopo macrocula ingår i släktet Matopo och familjen nattflyn. Inga underarter finns listade i Catalogue of Life.